# Belvedere Marittimo
Belvedere Marittimo ist eine italienische Gemeinde in der Provinz Cosenza in der Region Kalabrien mit 9032 Einwohnern (Stand 31. Dezember 2023).
Belvedere Marittimo liegt 71 km nordwestlich von Cosenza.
Die Nachbargemeinden sind Buonvicino, Diamante, Sangineto, Sant’Agata di Esaro.

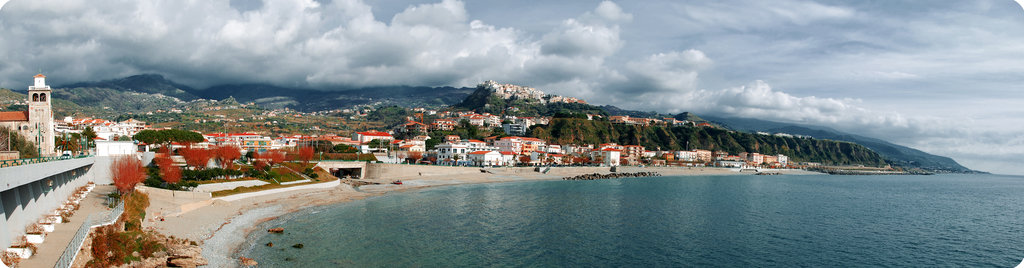
Ortsansicht

## Söhne und Töchter der Stadt
- Fedele De Novellis (1854–1929), Diplomat und Politiker
- Alessandro Rosina (* 1984), Fußballspieler